# Collaea aschersoniana
Collaea aschersoniana là một loài thực vật có hoa trong họ Đậu. Loài này được (Taub.) Burkart miêu tả khoa học đầu tiên.